# Chemnitz-Komotauer Eisenbahngesellschaft

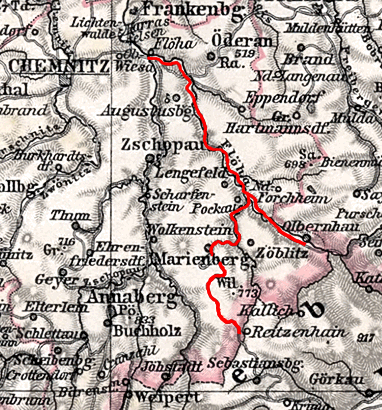
Strecken der Chemnitz-Komotauer Eisenbahngesellschaft

Die Chemnitz-Komotauer Eisenbahngesellschaft war eine Eisenbahngesellschaft in Sachsen. Sie war Eigentümer und Betreiber der Bahnstrecke Reitzenhain–Flöha und der im Bahnhof Pockau-Lengefeld abzweigenden Nebenlinie nach Olbernhau (Flöhatalbahn). 1876 wurde die Gesellschaft verstaatlicht.

## Geschichte
Erste Planungen zum Bau einer Eisenbahn ins obere Flöhatal und nach Marienberg gab es bereits um das Jahr 1863. 1868 genehmigte der sächsische Landtag die Konzessionserteilung und legte fest, dass die Strecke mit privatem Kapital zu bauen sei. 1869 wurde ein Staatsvertrag mit Österreich über den Grenzübergang abgeschlossen.
Die Chemnitz-Komotauer Eisenbahngesellschaft wurde allerdings erst am 15. August 1871 gegründet. Am 7. Dezember 1874 erhielt sie die Konzession zum Bau der Strecke von Flöha nach Reitzenhain mit einem Abzweig nach Olbernhau. Mit der Bauausführung wurde die Eisenbahnbaugesellschaft Pleßner & Co. aus Berlin beauftragt.
Am 22. Februar 1872 erfolgte der erste Spatenstich. Durch die Wirtschaftskrise von 1873 geriet Pleßner & Co. in wirtschaftliche Schwierigkeiten, so dass sich die Eisenbahngesellschaft gezwungen sah, den Weiterbau fortan selbst zu übernehmen. Im Frühjahr  1875 war die Strecke schließlich fertiggestellt. Am 24. Mai 1875 erfolgte die feierliche Eröffnung der Strecke.
Der Bau der Strecke sowie ein erstes verlustreiches Betriebsjahr zwangen die Gesellschaft im März 1876 die Bahn dem sächsischen Staat zum Kauf anzubieten. Am 4. Dezember 1876 ging die Strecke für 9,9 Millionen Mark an das Königreich Sachsen über. Dies war für diese Strecke ein geringer Preis und führte unter anderem dazu, dass die Gesellschaft auf einem Verlust von rund 10 Millionen Mark sitzen blieb. Betreiber und Eigentümer der Strecke waren fortan die Königlich Sächsischen Staatseisenbahnen.

## Lokomotiven
| Lokomotiven der Chemnitz-Komotauer Eisenbahngesellschaft | Lokomotiven der Chemnitz-Komotauer Eisenbahngesellschaft | Lokomotiven der Chemnitz-Komotauer Eisenbahngesellschaft | Lokomotiven der Chemnitz-Komotauer Eisenbahngesellschaft | Lokomotiven der Chemnitz-Komotauer Eisenbahngesellschaft | Lokomotiven der Chemnitz-Komotauer Eisenbahngesellschaft | Lokomotiven der Chemnitz-Komotauer Eisenbahngesellschaft | Lokomotiven der Chemnitz-Komotauer Eisenbahngesellschaft |
| Nr.                                                      | Anzahl                                                   | Hersteller                                               | Baujahr                                                  | Achsformel                                               | sä. Gattung (ab 1896)                                    | DR-Nummer                                                | Bild                                                     |
| -------------------------------------------------------- | -------------------------------------------------------- | -------------------------------------------------------- | -------------------------------------------------------- | -------------------------------------------------------- | -------------------------------------------------------- | -------------------------------------------------------- | -------------------------------------------------------- |
| 1–8                                                      | 8                                                        | Sächsische Maschinenfabrik, Chemnitz                     | 1874                                                     | 1'B n2                                                   | IIIb                                                     | 34 7723                                                  | -                                                        |
| 9, 14                                                    | 2                                                        | Maschinenbau-Gesellschaft Karlsruhe                      | 1873                                                     | B n2t                                                    | VII T (1401 / 1402)                                      | 98 7041                                                  |                                                          |
| 10–13                                                    | 4                                                        | Sächsische Maschinenfabrik, Chemnitz                     | 1874                                                     | B n2                                                     | VII                                                      | 98 7111                                                  | -                                                        |